# Curcani (okręg Călărași)
Curcani – wieś w Rumunii, w okręgu Călărași, w gminie Curcani. W 2011 roku liczyła 5609 mieszkańców.